# نبرد ارومیه
نبرد ارومیه (۶ اوت ۱۶۰۴ میلادی، ۱۵ مرداد ۹۸۳ خورشیدی) رزمی بود که بین ارتش ایران و عثمانی در زمان شاه عباس یکم صفوی و احمد یکم عثمانی در نزدیکی دریاچه ارومیه روی داد در این جنگ سپاه شاه عباس یکم پیروز شد. پیامد این جنگ عهدنامه نصوح پاشا بود.
سال‌های ۱۶۰۳ تا ۱۶۰۷ دوران پیروزی و تسلط ارتش شاه عباس (بر حکمرانی عثمانی) بود. بخش‌هایی از لرستان، کردستان، گرجستان و شرق ارمنستان از دولت عثمانی پس گرفته شد.

## زمینه
شاه عباس یکم که قصد بازگردانی مناطق شمال غربی ایران و قفقاز و به ویژه تبریز که توسط عثمانی در سال ۱۵۹۰ به موجب عهدنامه فرهاد پاشا تصرف شده بود را داشت، منتظر زمانی مناسب برای حمله بود. پس از جلب حمایت تزار روسیه، بوریس گودونف و امپراتور امپراتوری مقدس روم، رودولف دوم با فرستادن و بدل سفرای متعدد، شاه عباس شرایط را مناسب جنگ با عثمانی دید. در سال ۱۶۰۳، سلطان احمد یکم عثمانی به تخت سلطنت صعود کرد و شاه عباس پس از آگاهی از این موضوع، تصمیم به حمله گرفت. در آن هنگام همچنین امپراتوری عثمانی درگیر جنگی هزینه‌بر با امپراتوری مقدس روم بود.

## پیش از نبرد
چیقال اوغلی سردار عثمانی با ۱۰۰٬۰۰۰ نفر سرباز از رود ارس گذشته و چون شنید شاه عباس در حوالی خوی است به سمت او حرکت کرد. در ۶ اوت ۱۶۰۴ میلادی (۱۵ مرداد ۹۸۳ خورشیدی) دو سپاه به یکدیگر رسیدند.

## ترفند شاه عباس
نیروهای ایرانی کمتر از قوای عثمانی بودند (۶۲٬۰۰۰ نفر در برابر ۱۰۰٬۰۰۰ نفر). شاه عباس در این هنگام با یک ترفند جنگی ۵۰٬۰۰۰ سرباز خود را در پشت تپه‌ای پنهان کرد به‌طوری‌که از دید دشمن پنهان باشند. پس از آن الله‌وردی خان گرجی سردار سپاه ایران با این تعداد قوا به سمت سپاه عثمانی حرکت کرد.

## حمله و عقب‌نشینی الله‌وردی خان
۱۰٬۰۰۰ سپاه ایرانی به رهبری الله‌وردی خان گرجی با شتاب به طرف عثمانیان و به سوی تفنگ‌چیان و توپ‌های آنان روانه شدند. چیقال اوغلی با این فرض که سربازان ایرانی به طرزی نادرست به سوی توپ‌های او می‌آیند، دستور شلیک داد. ستون رزمندگان ایرانی در این هنگام مبادرت به دور زدن سپاه و رساندن خود به پشت سپاه دشمن کردند. سپاه عثمانی با پنداشت این که سپاه شاه عباس همین تعداد است سر لوله توپ‌ها را برگرداند و به افزودن آتش بر روی ارتش ایران ادامه داد. بعد از آن جنگاوران ایرانی که نسبت به لشکر عثمانی، ۱ به ۱۰ بودند اقدام به عقب‌نشینی کردند.

## تعقیب ارتش ایران توسط سرلشکر کوسه صفر و شبیخون ارتش شاه عباس
سرلشکر کوسه صفر (حکمران ارزروم) به تعقیب سواران ایرانی به حرکت درآمد. در این حین بخش ۵۰٬۰۰۰ نفری سپاه ایران به دستور شاه عباس به بالای تپه آمد سپس یورش سهمگینی به عثمانی کرد به‌طوری‌که سربازان عثمانی مجال استفاده از توپ را به دست نیاوردند. سربازان عمده‌ای از سپاه عثمانی پس از این حمله کشته شدند.

## محاصره لشکر عثمانی و شکسته شدن خط محاصره توسط چیقال اوغلی
از سویی دیگر چون کوسه صفر از پی تعقیب سپاه ایرانی به آن‌ها نرسیده بود بی‌نتیجه به مرکز جنگ بازگشت و با سپاه قلع و قمع شده عثمانی مواجه شد. قوای به فرماندهی الله‌وردی خان نیز پس از منصرف شدن کوسه صفر از پی تعقیب سپاه ایرانی به دنبال سپاه عثمانی روان شده بودند، در این حال سپاه عثمانی به حالت محاصره شده درآمد و تعداد زیادی از نیروهایش در جنگ کشته شدند. در خلال جنگ تفنگ‌چیان ینی چری نیز دچار سر در گمی و بی نظمی شده بودند. در حین محاصره، چیقال اوغلی سردار عثمانی موفق شد خط محاصره شکسته و از آن عبور کنند.

## اسارت و قتل کوسه صفر
کوسه صفر در این جنگ اسیر ایرانیان شد. در این نبرد سرلشکر کوسه صفر بسیار حرفه‌ای و مدبرانه جنگید و این باعث شد شاه عباس به او پیشنهاد خدمت در ارتش ایران را بدهد اما چون کوسه صفر پاسخ شاه را با گستاخی داد، سربازان صفوی وی را به قتل رساندند.

## پی‌آمد
در نتیجه این جنگ ظرف ۳ سال پس از آن، هیچ منطقه‌ای از کشور ایران در دست عثمانی نبود و کردستان، لرستان، آذربایجان، ارمنستان شرقی و گرجستان شرقی به دست ایران افتاد. پیرو این پیروزی پیمان نامه‌ای به نام عهدنامه نصوح پاشا در سال ۱۶۱۲ میلادی بین ایران و عثمانی بسته شد که زیاد دوام نیاورد و در سال ۱۶۱۶ میلادی منجر به فتح تفلیس و نبرد گوگجه گردید.

## برای مطالعهٔ بیشتر
- جوی خون در خیابان‌های تبریز؛ پنج روایت تاریخی از قتل‌عام تبریز توسط عثمانی/حجت یحیی پور بایگانی‌شده  در ۳ دسامبر ۲۰۲۰ توسط Wayback Machine